# La Belle Histoire de Leuk-le-Lièvre
La Belle Histoire de Leuk-le-Lièvre est un recueil de contes  se déroulant en Afrique, écrit par les auteurs sénégalais Léopold Sédar Senghor (1906-2001) et Abdoulaye Sadji (1910-1961).

## Récit et analyses
Il est présenté comme un « livre de lecture destiné aux élèves du cours élémentaire de l’Afrique noire ».
Le personnage principal est Leuk le Lièvre, Leuk étant le nom du lièvre en wolof. Il est le fil rouge du récit où se trouvent aussi le personnage malfaisant de Bouki la Hyène et celui de son ami Samba Nouveau né, le petit d’homme qui deviendra roi. Le livre met en valeur des qualités morales, comme l’intelligence et la sagesse qui permettent de se tirer d’affaire. Il valorise le bien par rapport au mal et le fait de prendre conseil auprès des Sages.
Aux légendes africaines se greffent de nombreuses réminiscences culturelles européennes comme le Roman de Renart, œuvre médiévale qui consacre elle aussi le triomphe de l’intelligence et de la ruse. La ruse ne suffit pas toujours, et Leuk le lièvre doit aussi compter, pour se tirer d’affaire, sur l’aide de la fée et des trois objets magiques qu’elle lui confie (l’écuelle, le bâton et la flûte). La magie contribue à rendre un peu plus vivable un univers où la survie est difficile et où règne la violence.
Africains et enseignants, Senghor et Sadji veulent apporter en partage aux élèves le trésor des « vieux contes des veillées noires » afin de faire revivre les cultures natives dans leur richesse et leur « sapience » et, selon un précepte cher à Senghor, « assimiler [la langue et la culture française] sans être assimilé ». Principal auteur du livre, Sadji entend « rivaliser » avec les livres de classe écrits par des enseignants métropolitains comme André Davesne, auteur de la méthode de lecture Mamadou et Bineta et qui fait paraître en 1932 ses Contes de la brousse et de la forêt. Senghor et Sadji suivent la même voie que d'autres conteurs sénégalais comme Birago Diop ou le Malien Amadou Hampâté Bâ qui ont eux aussi écrit sur la trame des récits traditionnels qui ont le lièvre pour héros – le premier dans Les Contes d’Amadou Koumba (1947), le second dans Petit Bodiel (1977), « conte drolatique peul ».

## Réception critique
Le site Takalirsa, qui lui donne 3 étoiles sur 5, apprécie ce conte initiatique et parfois cocasse, bien qu'il soit « un peu long et juxtapose les épisodes plus qu'il ne raconte. On peine à oublier la méthode de lecture et l'ensemble est un peu trop didactique pour être passionnant ».

## Éditions
Publié en 1953 par Hachette, le recueil a été réédité en version papier et numérique par Edicef.

## Adaptations
La Belle Histoire de Leuk-le-Lièvre est adapté en un livre-disque édité par Textivores. Le disque audio est conté par Bernard Giraudeau, Robin Renucci, Khalil Gueye et une quinzaine de comédiens sur une musique de Frédéric Martin. Un livret de 48 pages, illustré par Eugène Collileux, fournit le carnet de voyage de Leuk-le-Lièvre. Le CD comprend également deux documents en fichiers électroniques : le texte intégral de l’enregistrement ainsi qu’un guide pédagogique à l’usage des enseignants.
Les contes du recueil ont inspiré librement la sérié d'animation franco-canadienne Samba et Leuk le lièvre créée par Olivier Massart et diffusée en France pour la première fois en 1997.